# Björsjö, Västergötland
Björsjö är en sjö i Borås kommun i Västergötland och ingår i Viskans huvudavrinningsområde. Sjön är 4,5 meter djup, har en yta på 0,007 kvadratkilometer och är belägen 131 meter över havet.